# Эффект обзора
Эффект обзора (англ. Overview effect) — изменения в осознании уязвимости планеты Земля, которые возникают во время осмотра Земли с орбиты или с поверхности Луны своими глазами. 
Эффект основан на ощущениях, возникающих от вида Земли из космоса, которая мгновенно представляется как хрупкий населённый шар, «висящий в пустоте» и защищённый только тонкой прослойкой атмосферы. Из космоса, по утверждениям астронавтов, границы между государствами и национальные конфликты выглядят несущественными, в то время как уязвимость планеты и необходимость её защищать представляется очевидной и обязательной.

Облетев Землю в корабле-спутнике, я увидел, как прекрасна наша планета. Люди, будем хранить и приумножать эту красоту, а не разрушать её!
— Юрий Алексеевич Гагарин

Она настолько красивая, наша планета, и настолько кажется маленькой и беззащитной. Наша атмосфера это тоненькая-тоненькая шелковая оболочка. Воздух для нас это такая обыденная вещь. Бежишь — дышишь, идешь — дышишь. А когда смотришь на нее со стороны — думаешь — какая же она хрупкая и какая она красивая.
— Беседа с космонавтом Александром Мисуркиным
Сторонние наблюдатели, знакомые с астронавтами до полета, подмечают изменение в сознании астронавтов. Астронавты Рассел Швайкарт, Эдгар Митчелл, Томас Джоунс, Кристофер Хэдфилд и Майкл Массимино сообщали об ощущении этого эффекта.
Термин Overview Effect был впервые упомянут в 1987 писателем Фрэнком Уайтом, который изучал этот эффект в своей книге «The Overview Effect — Space Exploration and Human Evolution».
В 2012 году был выпущен документальный фильм «Overview», посвящённый эффекту наблюдения Земли из космоса с участием астронавтов Эдгара Митчелла, Рона Гарана, Николь Стотт, Джеффри Хоффмана и Роберта Кимбро.